# ثورة شرق سومطرة
بدأت ثورة شرق سومطرة، المعروفة أيضًا باسم ثورة شرق سومطرة الاجتماعية، في 3 مارس عام 1946. على امتداد 25 «دولة أصلية»، إطاحت مجموعات البرغراكان المسلحة (القوميين الإندونيسيين) بالعديد من السلطنات وقاموا بعمليات القتل الجماعي لأفراد العائلات الأرستقراطية. بالنسبة إلى مقاتلي البرغراكان الانتهازيين (وخاصة أعضاء الحزب الشيوعي الإندونيسي كريم ماراه سوتان ولوات سيرغار)، اعتبرت الحركة الثورية أنها إحدى وسائل تحرير سومطرة الشرقية من السيادة الاستعمارية والانضمام إلى الثورة الوطنية الإندونيسية الكبرى. يُعتقد أن قادة الثورة حرضوا المشاركين فيها لقتل الأرستقراطيين وخلق العنف. كان لدى هؤلاء المتحاربين ثلاثة أهداف رئيسية: القضاء على السلاطين والأرستقراطيين (الذين اعتُبروا أنهم حلفاء للهولنديين)، والاستيلاء على ثرواتهم (كمصادر لتمويل حملة الاستقلال الإندونيسية)، والقضاء على البنية الاجتماعية الإقطاعية في المنطقة. أدت الثورة إلى تشكيل دولة شرق سومطرة، والتي حُلت عندما أصبحت المنطقة جزءًا من الجمهورية الإندونيسية.

## الخلفية

### الأسباب
كانت الثورة الاجتماعية في سومطرة الشرقية في عام 1946 نتيجةً للتوترات الطبقية والأيديولوجية والعرقية التي تراكمت على مدى عقود عدة. منذ فترة الاستعمار الهولندي، شهدت التركيبة السكانية، والبنية الاجتماعية السياسية، والنظام الاقتصادي في المنطقة تغيرات كبيرة. أصبح العديد من السكان المحليين، وخاصة أبناء الطبقة الدنيا والمتوسطة، الذين تعرضوا للقمع باستمرار في ظل نظام التسلسل الهرمي، مستائين للغاية من التسلسل الهرمي للكراجان (المملكة) والهولنديين عكست الثورة الوطنية أيضًا تنوعًا كبيرًا في مصالح جميع شرائح المجتمع السومطري تقريبًا والعديد من القضايا المعقدة التي كانت وراء الكفاح من أجل الاستقلال في شرق سومطرة.

#### الأسباب السياسية
في حلول عام 1942، كان الهولنديون، المسؤولون أمام حكومة الهند الشرقية الهولندية في باتافيا، متمسكين بأغلبية السلطة الإدارية في المنطقة. شكّلت حكومة إقطاعية على أربع سلطنات أولية في المنطقة (لانغات، وسردانغ، وديلي، وأساهان) وكراجان(المملكة) قبل (وبعد) وصول الهولنديين، وفي ظل الحكم الهولندي، دمجت الممالك والإمارات في هيكل سياسي مركزي وأدرجت هذه النخب الأصلية في إدارة المنطقة (التي تشاركوها مع الهولنديين). وبذلك، استطاع الأرستقراطيون الهولنديون والملايو استخدام سلطتهم السياسية لإصدار سياسات قمعت حقوق عامة الشعب. وعندئذٍ بدأت معارضة القمع الهولندي وأرستقراطية الملايو في الظهور بين الناس العاديين.

#### الأسباب الاجتماعية والاقتصادية
بصرف النظر عن الأسباب السياسية، نفذت سياسات العمل أيضًا لتعزيز اقتصاد المنطقة. جلبت أعداد كبيرة من العمال الأجانب من الصين وجاوة لتلبية الطلب القوي على العمالة في النظام الاقتصادي للمزارع في شرق سومطرة (الذي شكل 64 في المائة من الإنتاج الاقتصادي). «في حالة اقتصاد المزارع في هذه المنطقة، كانت هذه العمالة الأجنبية في الغالب من جزيرة جاوة المكتظة نسبيًا: بحلول الثلاثينيات، كان 43 في المائة من السكان ' جاويين '». بالإضافة إلى الصينيين والجاويين (الذين بلغ عددهم حوالي 192000 و 590,000، على الترتيب خلال الثلاثينيات)، جذب الاقتصاد مهاجرين من أجزاء أخرى أيضًا مثل الهند الشرقية الهولندية. ونتيجةً لذلك، انخفضت النسبة المئوية لجماعات الشعوب الأصلية الرئيسية الثلاثة: الملايو، والكارويون الباتاقيون، والسنغيليون الباتاقيون في المنطقة بشكل كبير. أدت التغييرات في البنية الاجتماعية إلى نشوء الاضطراب بين سكان شرق سومطرة.
أدى التغير في المشهد الاجتماعي والاقتصادي أيضًا إلى اختلافات طبقية صارخة داخل مجتمع شرق سومطرة. في الثلاثينيات من القرن الماضي، طُلب من العديد من المزارعين في مناطق التبغ (ديلي- سردانغ- لانغات) زراعة مناطق أصغر بينما استفاد سلاطين الملايو، الراجايون، والكارويون، والسنغيليون من معاملة مميزة من قبل الهولنديين من ناحية تأجير الأراضي. كان هؤلاء الأرستقراطيين قادرين على تجميع ثروة كبيرة من خلال «تأجير مساحات واسعة من الأرض، وحقوق التصرف التي كانت في كثير من الأحيان تقع على عاتق القرية كما جرت التقاليد، للشركات الأجنبية...» والاستيلاء على معظم الأرباح. في النهاية، ذهبت معظم الجماهير الريفية لطلب المساعدة من الأحزاب السياسية المحلية مثل غريندو (الحركة الشعبية الإندونيسية) وحزب إندونيسيا العظمى (بارتاي إندونيسيا رايا) من أجل ايصال شكاويهم. ثم أصبحت مشاعر الاستياء التي كنها المزارعون الريفيون ضد الأرستقراطيين شكلًا من أشكال الدعم لهذه الأحزاب السياسية.